# صباحی بیدگلی
سلیمان صباحی بیدگلی (زاده ۱۱۴۳ قمری – درگذشته ۱۲۱۳ قمری) متخلص به صباحی از شاعران بزرگ و نامی عصر افشاریه و زندیه در سده ۱۲ خورشیدی، و از پیشگامان سبک بازگشت ادبی است. وی در علم نجوم، ریاضیات، ادبیات فارسی فیزیک و عربی تبحر داشته‌است.

## زندگی
سلیمان صباحی بیدگلی ، فرزند ملا عبدالهادی، متولد ۱۱۴۳ هجری قمری در شهر آران و بیدگل است.
هیچ‌یک از منابع معتبر از سال تولد، کیفیت زندگی، خانواده، مکان و میزان تحصیلات و استادان او خبری نداده‌اند. در دیوان او نیز پاسخی بر این پرسش‌ها دیده نمی‌شود. چنین می‌نماید که وی سخت دل‌بسته زادگاهش بوده و به جز سفرهایی که به قم، اصفهان، شیراز و حجاز داشته، بیشتر سالهای عمرش را در زادگاهش سپری کرده‌است.و در زمان آغامحمدخان قاجار به دلیل اشعار در خصوص شاهان زندیه مورد غضب و تنفر او بود و لذا در زمان فتحعلی شاه با وساطت قاضی ملاعلی آرانی از شاگردان ملا احمد نراقی که برای بحث با ملاهای یهودی به تهران رفته بود؛ به دربار قاجار راه یافت.

## آثار
صباحی با آذر بیگدلی و هاتف اصفهانی معاشر و مصاحب بود و در غزل‌سرایی نیز مانند آن‌ها از سبک عراقی پیروی می‌کرد و در این زمینه آثاری از خود باقی گذاشته‌است.
شهرت صباحی بیشتر در زمینهٔ مرثیه‌سرایی خاصه، یافتن ماده تاریخ‌های مناسب و ممتاز است. در دیوان او مقدار زیادی ماده تاریخ در هر موضوع و مطلبی دیده می‌شود؛ گاه در تاریخ فوت اشخاص و گاه در بنای مسجد یا عمارت نوبنیاد و گاهی برای جشن‌ها و عروسی‌های معاصرین خود ماده تاریخ‌های برجسته‌ای یافته‌است. صباحی، قصاید مفصلی نیز به همان شیوهٔ عراقی، دربارهٔ پیامبر اکرم و خاندان وی به رشتهٔ نظم کشیده.
دیوان شعر صباحی به چاپ رسیده‌است. ترکیب‌بند او مرثیه‌ای با چهارده بند است که به اقتضای محتشم کاشانی برای حسین بن علی سرود شده و از بهترین اشعار اوست.
عمر وی بیش از هفتاد سال بوده و وفات او در سال ۱۲۱۳ ه‍.ق اتفاق افتاده‌است.
فتحعلی خان صبای کاشانی استاد بزرگ دورهٔ قاجاریه، از شاگردان و دست‌پروردگان صباحی بود و قصایدی در مراتب سخنرانی و فضایل او سروده‌است.

## مقبره
مقبره صباحی در امامزاده حسین شهر آران و بیدگل قرار دارد و به تازگی توسط هیئت امنای امامزاده و با کمکهای مردمی بازسازی و با گنبدی که یادآور معماری دوران زندیه است توسط مجید ستاری طراحی شده‌است.
غزل صباحی بیدگلی که روی سنگ مزار او نقش شده‌است چنین است:
| مکش به خون پر و بالم که من هرآنچه پریدم |  | به غیر گوشهٔ بامت نشیمنی نگزیدم         |
| هزار دانه فشاندند و رامشان نشدم من      |  | هزار سنگ به بالم زدی و من نپریدم       |
| ندیدم آنکه توانم به او گریختن از تو     |  | که بود دام تو گسترده هر طرف که دویدم   |
| نظارهٔ گل و گشت چمن به مرغ چمن خوش       |  | که من به دام فتادم، چو زآشیانه پریدم   |
| سزد اگر نفروشم غم تو را به دو عالم      |  | که نقد عمر ز کف دادم و غم تو خریدم     |
| مرا به جرم چه کردی برون ز گلشن کویت؟    |  | بری ز نخل تو خوردم؟ گلی ز شاخ تو چیدم؟ |
| وطن به بیدگل اما کسی ندیده صباحی        |  | به دست، دستهٔ گل، یا به فرق، سایهٔ بیدم  |

## پی‌نوشت
1. ↑  مسعودی آرانی، عبدالله (۱۳۹۲). دیوان حاج سلیمان صباحی بیدگلی. اسوه. شابک ۹۷۸-۹۶۴-۵۴۳-۳۹۶-۲ مقدار |شابک= را بررسی کنید: checksum (کمک).
2. ↑  ملاعلی
3. ↑  سلمانی آرانی، حبیب‌الله (۱۳۷۷). نگاهی به آران و بیدگل. انجمن اهل قلم آران و بیدگل. شابک ۹۶۴-۳۳۰-۱۸۳-۴.
4. ↑  نصیری‌فر، حبیب‌الله. «گل‌های جاویدان»، صص ۴۳۹ و ۴۴۰